# Houaras
 (janvier 2023).
Si vous disposez d'ouvrages ou d'articles de référence ou si vous connaissez des sites web de qualité traitant du thème abordé ici, merci de compléter l'article en donnant les références utiles à sa vérifiabilité et en les liant à la section « Notes et références ».
Pour les articles homonymes, voir Houara.
Les Houaras (en tamazight : ⵉⵀⵓⵡⵡⴰⵔⵏ (Iheuwwarn), en arabe : هوارة) sont un ensemble de populations berbères, ayant historiquement constitué une confédération berbère majeure présente dans tout le Maghreb.

## Étymologie
Le nom Houara signifie « suzerains » ou « dominants ». La racine HWR apparaît dans l’expression tamâhaq (en berbère : Ihewwaren) qui veut dire dans l'Ahaggar : « je suis plus âgé que toi » et par conséquent « tu me dois le respect », d’où la connotation de supériorité.

## Origines
Selon l'historien Ibn Khaldoun, l'origine des Houaras remonte à Haouar, fils d'Aurigh, fils de Bernès.
Les Houaras regroupaient avant la conquête musulmane du Maghreb, toutes les populations installées de la Tripolitaine au Fezzan. À partir de la Tripolitaine, les Houaras se sont dispersés partout au Maghreb, dans la partie orientale une partie d'entre eux se mêlèrent à la tribu arabe de Soleïm et ont adopté leurs coutumes et leur langue. Cette tribu réside toujours dans l'Aurès (actuelle Est de l'Algérie) et dans l'oranie, dans le sud du Maroc, dans le nord-est du Maroc  au Rif Oriental (Province de Berkane) ainsi que dans le centre et l’ouest de la Tunisie. La Libye et une partie des Touaregs appartient à cette tribu. Les Houaras ont même des descendants en Haute-Égypte.

## Tribus
Les Haraktas, les Némentchas, les Henenchas, les Goumri, entre autres, font partie de ce groupe. Une partie des Touaregs est issue des Houaras. Les Kel Ahaggar du Hoggar viennent d'Oulad Teïma, où ils se trouvent également en Adrar. Le Sud d'Aurés les tribus de djbel Ahmar Khaddou (Mag Azzugaγ) Ouled Slimane Ben Aissa, Ouled Abderrahmane, Achaches, et les Ouled Alaoua.
Ils sont généralement voisins des Sanhadjas et des Zénètes.
Les principales tribus Houaras sont : 
- Addasa
- Andara
- Awtita (Hutita)
- Baswa
- Gharyan
- Haragha
- Béni Irmazyan (Marmazyan)
- Kaldin
- Kamlan
- Karkuda
- Lahan, Lahana ou Luhan (Luhana)
- Maghar
- Malila
- Maslata ou Masallata
- Mindasa ou Mindas (Mandas ou Mandas)
- Misrata
- Razin ou Rasin
- Satat
- Tarhuna
- Wannifan (Wannifa)
- Ouarfalla (Warfalla)
- Wargha
- Warsatis (Warsatifa)
- Washtata
- Yaghmorasen (Ghomrasen ?)
- Zakkawa
- Zanzafa

## Histoire
Au début du viie siècle, ils sont situés de la Tripolitaine au Fezzan dans l'actuelle Libye. Avant la conquête musulmane, ils commencent à migrer vers l'ouest et devaient faire partie des groupes berbères qui ont soutenu Koceïla et Kahina contre les envahisseurs omeyyades.
L'émigration se poursuit avec le temps. Vers l'an 700, ils se convertissent à l'islam ou sont en voie de conversion. Leur identité nationale étant bientôt marquée par les Arabes musulmans, ceux ci embrassent massivement les doctrines contestataires kharidjites. Vers 740, ils participent à la grande révolte berbère au Maghreb ; plus tard, ils seront sufrites, ibadites et nekkarites et participeront à toutes les rébellions berbères de ces courants, comme ce fut le cas en 742 avec celui dirigé par les sufrites Abdelwalid ibn Yazid al-Houari et Oqayba, celui de l'ibadite Abou al-Khattab Abdallah ibn al-Sahm al-Mafiri en 757-767.
De nombreuses petites tribus, villages et régions portent le nom des Houaras dans les pays d'aujourd'hui d'influence berbère comme l'Algérie, le Maroc, la Tunisie, la Libye et l'Égypte.

### Houaras en Tunisie
Les premières groupes Houaras présents Tunisie sont de la tribu des Zanzafas, vivant à Gabès et dans la montagne au sud, ils sont ibadites et obéissent à l'imam rostémide de Tahert. D'autres groupes Houaras originaires de Tripolitaine se sont installés plus tard dans plusieurs zones de la Tunisie.
En 882 apparaît un groupe rebelle houara contre l'émir aghlabide Ibrahim II (875-902) dans la région de Béja. En 944, des révoltes contre les Fatimites ont lieu dans la plaine de Kairouan, sous la direction d'Abou Yazid, dont les Houaras sont les plus fidèles partisans. Ils se sont probablement installés à Jérid et entre Gabès et Sfax, vers le xiie siècle ou le xiiie siècle au plus. Au xive siècle, des groupes houaras ibadites sont installés sur l'île de Djerba.

### Houaras en Algérie
En Algérie, le peuple houara apparaît initialement dans le Mzab où ils sont mentionnés en 742. Là, ils se révoltent contre les Aghlabides en 864. Fuyant la répression fatimide contre les Houaras de l'Aurès en 953, des groupes houaras se réfugient dans le Mzab tandis que d'autres sont soumis. Plus tard, ils ont essentiellement colonisé deux régions : le sud de Constantine et l’Est d’Oran.
Dans ce dernier cas, ils apparaissent à la fin du viiie siècle en tant que partisans de l'imam de Tahert ; Ils ont participé à la révolte de l'imam Ibn Rustom (784-824) et ont saisi la vallée de la mine (un affluent de l'oued Chelif) où ils ont fondé un petit État sous la dynastie des Béni Masala dont le centre est situé sur le territoire de Hillil et Relizane et qui comprenait Kalat Houara (l'actuelle Kalâa des Beni Rached) entre Relizane et Mascara.
L'Hoggar est le territoire des Touaregs, probablement dérivé d'un mélange de hawwara (houara déformé en hoggar) et d'un groupe touareg appelé Lamta qui vivait au nord de Gao. Les Houaras des Aurès auraient fui vers le sud en 953 après leur défaite contre les Fatimides.

### Houaras en Égypte
Les Houaras sont parmi les tribus les plus importantes de la Haute-Égypte, avec des branches trouvées principalement dans Sohag, Qena et Assiout. Ils sont considérés comme l'aristocratie de Sohag à ce jour. Au 19e siècle, la Haute-Égypte était entièrement dirigée par les Houaras. La gouvernance était devenue décentralisée alors que les Houaras étalaient leur souveraineté sur dix provinces et parties d'autres vingt et une provinces restantes de la Haute Égypte. Les Houaras étaient considérés comme les dirigeants directs de la Haute-Égypte et leur autorité s'étendait à travers l'Afrique du Nord, jusqu'à ce que les campagnes d'Ibrahim Pacha en 1813 écrasent leur influence.
En Égypte, la gouvernance houara couvre la majorité d'Assiout, la majorité de Qena, et la majorité de Sohag. Les bastions houaras incluent Abnoub, Abu Tig, Akhmîm, Ballas, Edfu, Garagos, Sanabsa à Monufia, Tahta, et Toukh.
Durant le Sultanat mamelouk d'Égypte (1250-1517), les Houaras étaient la tribu la plus dominante de Haute-Égypte, sous la direction du cheikh Hammam. Le sultan Barquq a établi des relations avec les Houaras afin d'écarter la possibilité que des tribus arabes deviennent puissantes. Vers la fin de la dynastie mamelouke, les Houaras et les Arabes commencèrent à coopérer afin d'éliminer les Mamelouks. En raison de cette coopération, les Mamelouks ont étiqueté les Houaras comme étant des Arabes. Bien qu'ils soient Berbères à l'origine, l'expression « cheikh des Arabes » est généralement attribué à leurs dirigeants. Selon de nombreux chercheurs, les Hawwara sont génétiquement berbères, et ne se mariaient habituellement qu'avec des membres de leur lignage ou d'autres factions houaras à travers l'Afrique du Nord, afin de former des alliances externes.

### Houaras au Maroc
Plusieurs groupes Houaras sont arrivés au Maroc entre le xe siècle et le xiiie siècle. Ils jouent un certain rôle dans la région de Tamesma dans la première moitié du xvie siècle. Une tribu Houara arabophone vit toujours dans la région de Guercif.

### Houaras en Sicile
En 827, ils participent à la conquête aghlabide de la Sicile. En 1196, la présence de Houaras à Palerme est  signalée. Une partie des émigrés houaras est restée fidèle aux doctrines ibadites et, toujours au xiie siècle, il est signalé qu’il existe une communauté ibadite en Sicile qui réside au sud de Castrogiovanni (Kasr Yanu)

### Houaras en Espagne musulmane
Des groupes Houaras se sont rendus dans la péninsule Ibérique au moment de la conquête musulmane. Sous les Omeyyades, ils dominaient la région de Xantabariyya (actuelle Santaver, l'ancienne Ercavica), dirigée par la famille Béni Zennun qui se révoltait souvent (par exemple, en 775) et devenait des Walis héréditaires en 873. Moussa ibn Dhi-n-Nun, qui avait la capitale à Uclès, a gouverné comme un souverain quasi indépendant et a réussi à dominer Tolède pendant des années. Son fils Yahia ibn Moussa a encore étendu son autonomie avec le capital à Huélamo jusqu'à ce qu'Abd-ar-Rahman III mette fin aux différentes formées et subies par Santaver en 933. À cette époque, Santaver formait une division administrative ou circonscription de Marca Mitjana avec un centre à Al-Qannit (Cañete), puis à Qunka (Cuenca, fondé par Almanzor en 999). Tout au long du xe siècle, les Béni Zennun ont maintenu leur position de notables avec leur résidence à Wabda (Huete), où ils vivaient encore au xie siècle. Des groupes Houaras vivaient également à Mislata (Valence), dont le nom dérive de la tribu des Maslata.

## Référencement